# Élection présidentielle hongroise de 2024
L'élection présidentielle hongroise de 2024 (en hongrois : 2024-es magyar elnökválasztás) se tient le 26 février 2024 afin d'élire au suffrage indirect le président de la république de Hongrie pour un mandat de cinq ans.
L'élection intervient de manière anticipée à la suite de l'annonce le 10 février de la démission de la présidente Katalin Novák, à l'issue d'une vive controverse provoquée par son usage de la grâce présidentielle envers un responsable d'un foyer pour enfants condamné pour avoir couvert les actes pédocriminels de son supérieur.
Le parti Fidesz du Premier ministre Viktor Orbán propose la candidature du président de la Cour constitutionnelle, Tamás Sulyok. Ce dernier est élu sans surprise dès le premier tour du scrutin.

## Contexte

### Élection de Katalin Novák

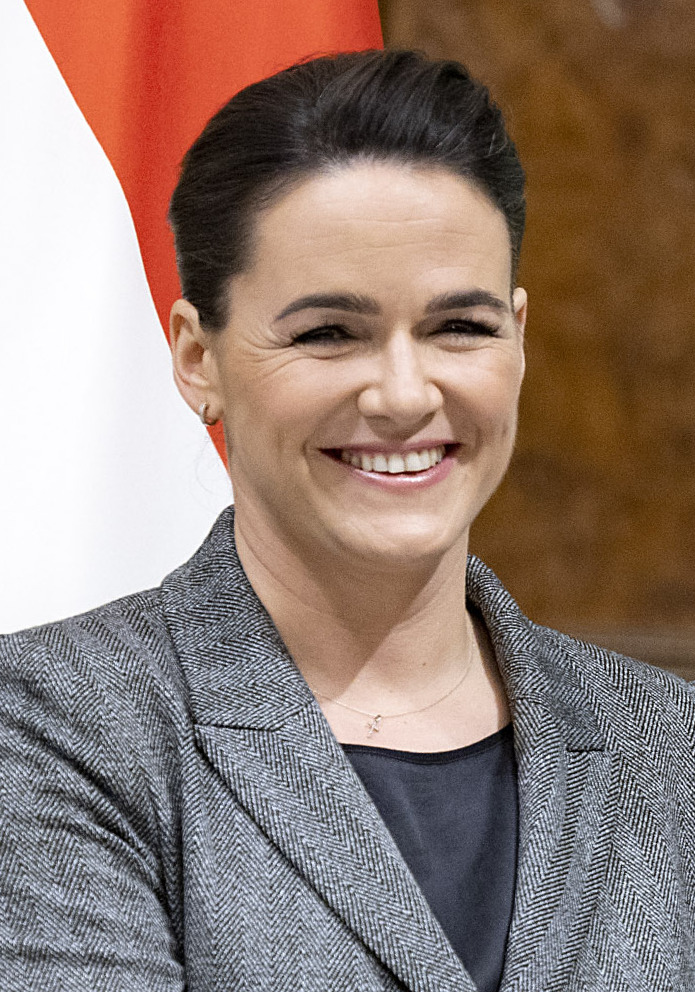
Katalin Novák.

Les prérogatives du président de la République sont largement honorifiques et protocolaires, bien qu'il puisse exercer une forme de veto à l'encontre des lois votées par l'assemblée nationale en les faisant examiner par la Cour constitutionnelle afin que celle-ci examine leur conformité à la loi fondamentale, ou en les renvoyant à l'Assemblée nationale pour une nouvelle délibération. La plupart des décisions prises par le président requiert la contresignature d'un ministre du gouvernement, restreignant ainsi considérablement ses pouvoirs théoriques, tels que la dissolution de l'assemblée nationale, la convocation de référendum national, et la nomination d'une grande partie des haut responsables des institutions.
L'élection présidentielle de mars 2022 est remportée par l'ancienne ministre sans portefeuille chargée de la Famille, Katalin Novák, candidate du Fidesz, le parti du Premier ministre Viktor Orbán. Ce dernier renouvèle sa large majorité à l'Assemblée nationale lors des élections législatives organisées un mois plus tard. Fort de celle acquise en 2018 aux élections précédentes, Viktor Orbán parvient ainsi à imposer sans difficultés son candidat comme lors des trois précédents scrutins présidentiels, en 2010, en 2012 et en 2017,.
Comme attendu, Katalin Novák l'emporte dès le premier tour de scrutin présidentiel, la coalition Fidesz-Union civique hongroise détenant à elle seule la majorité des deux tiers nécessaire. Elle devient ainsi la première femme élue à la tête de la Hongrie et, à 44 ans, la plus jeune personne à accéder à la présidence,,.

### Scandale de la grâce présidentielle et démission
Katalin Novak se retrouve cependant au centre d'une vive polémique (hu) qui éclate courant février 2024, lorsque son usage controversé de la grâce présidentielle un an plus tôt est révélé au grand public. À l'occasion de la visite du pape François en Hongrie en avril 2023, la présidente octroie en effet des grâces à une douzaine d'individus, dont György Budahazy, une figure de l’extrême droite condamnée pour terrorisme, ainsi qu'un ancien directeur adjoint d’un foyer pour enfants. Ce dernier purgeait depuis 2022 une peine de trois ans et quatre mois de prison pour avoir couvert les agissements pédocriminels de son supérieur, en contraignant un enfant à revenir sur son témoignage en le menaçant de le séparer de son cousin, qui résidait également dans le foyer. Le directeur en question est lui même condamné à huit ans de prison pour abus sur plus de dix mineurs entre 2004 et 2016, dont l'un d'entre eux se suicide,. 

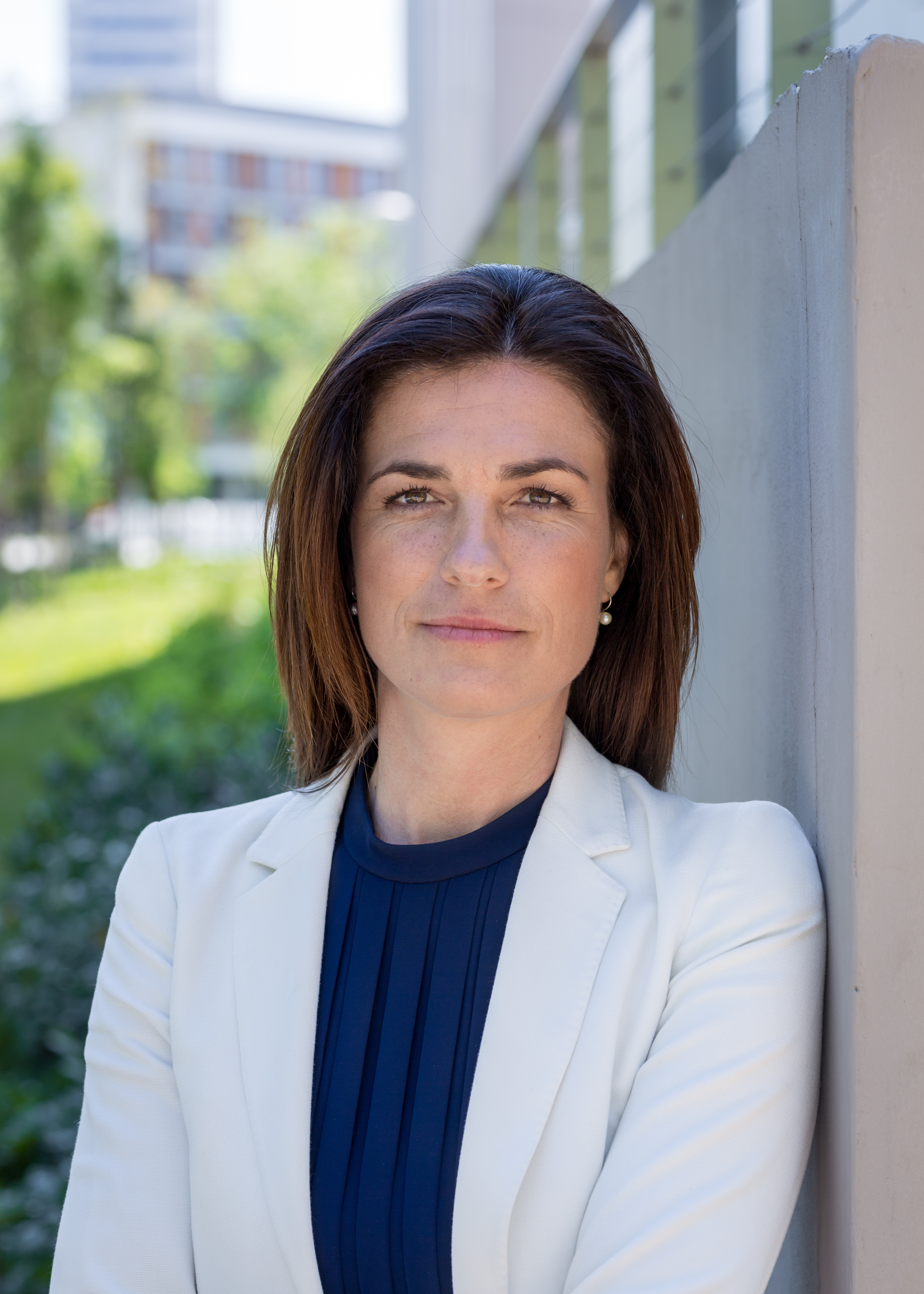
Judit Varga.

Les détails des grâces sont révélés par le site d’investigation 444.hu le 2 février 2024, puis repris par le magazine Heti Világgazdaság. La grâce accordée en particulier à l'ancien directeur adjoint provoque l'indignation dans la population, la décision de la présidente entrant qui plus est en totale contradiction avec ses anciennes responsabilités de ministre chargée de la Famille, ainsi qu'avec la campagne alors menée par le gouvernement Orbán sur le thème de la protection de l'enfance,.
Confrontée à des manifestations réclamant son départ de la présidence, Katalin Novak finit par annoncer sa démission le 10 février 2024 lors d'une allocution où elle reconnait avoir commis une « erreur » et s'excuse auprès des victimes et de la population. Le président de l'Assemblée nationale, László Kövér, est appelé à assumer l'intérim de la présidence de la République. L'article 11 de la Loi fondamentale dispose que la cessation anticipée du mandat du chef de l'État, une fois entérinée par les députés, doit être suivie de l'élection d'un nouveau président dans les trente jours qui suivent. Les deux évènements interviennent le 26 février, lors de la première réunion de l'assemblée après la période de vacance parlementaire.
La démission de Katalin Novak est immédiatement suivie de l'annonce du retrait de la vie politique de Judit Varga. Ministre de la Justice au moment des grâces auxquelles elle avait apposé sa contresignature — indispensable à leur validation —, cette dernière avait récemment quitté le gouvernement pour mener campagne en tant que tête de liste du Fidesz pour les élections européennes de juin 2024. La double démission de Novak et Varga est un coup dur pour le parti, dont elles étaient des figures montantes. Toutes deux mères de trois enfants, et seules femmes à des postes aussi haut placés, elles étaient fortement mises en avant par le Fidesz dans une société hongroise où les enfants sont perçus comme la priorité, quelle que soit l'idéologie politique. Pressé de contenir le scandale politique qui touche sa formation politique, Viktor Orbán annonce vouloir entreprendre un amendement constitutionnel afin d'interdire l'usage de la grâce envers les individus condamnés pour pédocriminalité,.

## Système électoral

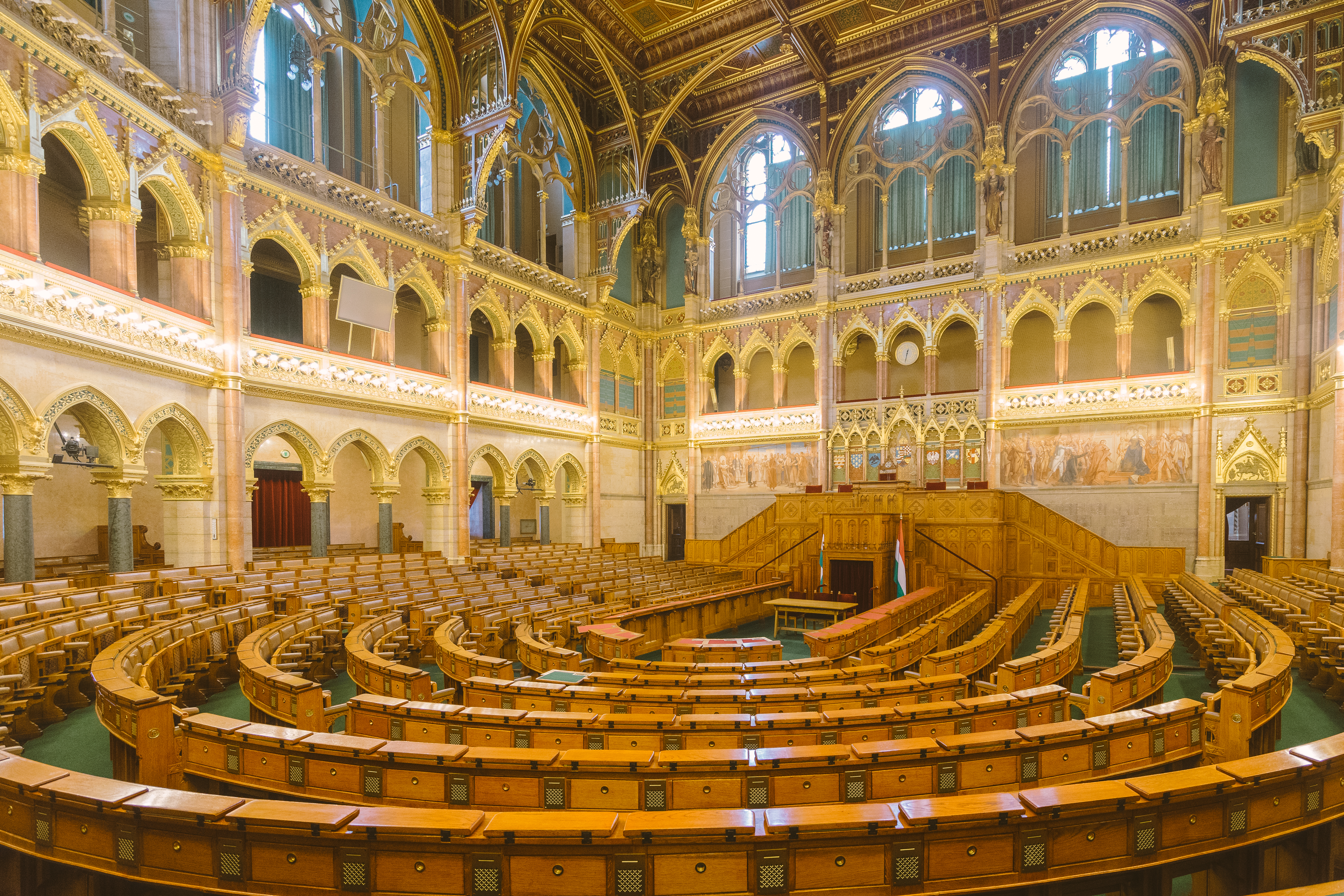
Hémicycle de l'Assemblée nationale, où se déroule le scrutin.

Le président de la République de Hongrie est élu pour un mandat de cinq ans — renouvelable une seule fois — au suffrage indirect et secret par un collège électoral composé des 199 membres de l'Assemblée nationale.
Le mode de scrutin utilisé est une forme modifiée du scrutin uninominal majoritaire à deux tours. Pour l'emporter, un candidat doit réunir au premier tour la majorité qualifiée des deux tiers de l'ensemble des membres du collèges, soit 133 voix — ramené exceptionnellement à 132 au moment du scrutin de 2024, la députée Judit Varga n'ayant pas encore été remplacée après sa démission —. À défaut, un second tour est organisé entre les deux candidats arrivés en tête au premier tour. Est alors élu le candidat qui remporte la majorité absolue des suffrages exprimés.
Pour se présenter, un candidat doit être âgé d'au moins trente-cinq ans et recevoir les signatures de parrainage de la part d'au moins un cinquième des membres du collège, soit 40 députés. Chaque député ne peut apporter son soutien qu'à un seul candidat, ce qui réduit à cinq le nombre maximum de candidatures possibles au cours d'une même élection. Depuis la fin du régime communiste en 1990, les élections présidentielles n'ont jamais vu s'opposer plus de deux candidats.
L'élection est organisée entre soixante et trente jours avant la fin du mandat du président sortant, ou dans les trente jours en cas de fin de mandat anticipée. La Loi fondamentale impose au scrutin d'être organisé sur un maximum de deux jours. Le président nouvellement élu prête serment devant l'Assemblée nationale et prend ses fonctions à l'expiration du mandat de cinq ans de son prédécesseur, ou huit jours après son élection si la fin de mandat est anticipée.

## Candidats
Le 22 février 2024, après une réunion du Fidesz et du KDNP, le député Máté Kocsis annonce que la majorité parlementaire a décidé de proposer la candidature du président de la Cour constitutionnelle, Tamás Sulyok. Au vu de la large majorité dont bénéficie les deux partis à l'Assemblée nationale, son élection est tenue pour certaine.

## Résultats
|                          | Tamás Sulyok             | Indépendant              | 134      | 96,40    |  |  |  |  |
| Contre Tamás Sulyok      | Contre Tamás Sulyok      | Contre Tamás Sulyok      | 5        | 3,60     |  |  |  |  |
|                          |                          |                          |          |          |  |  |  |  |
| Majorité requise         | Majorité requise         | Majorité requise         | 132 voix | 132 voix |  |  |  |  |
|                          |                          |                          |          |          |  |  |  |  |
| Votes valides            | Votes valides            | Votes valides            | 139      | 95,20    |  |  |  |  |
| Votes blancs et nuls     | Votes blancs et nuls     | Votes blancs et nuls     | 7        | 4,80     |  |  |  |  |
| Total                    | Total                    | Total                    | 146      | 100      |  |  |  |  |
| Abstentions              | Abstentions              | Abstentions              | 52       | 26,27    |  |  |  |  |
| Inscrits / participation | Inscrits / participation | Inscrits / participation | 198      | 73,73    |  |  |  |  |

## Conséquences

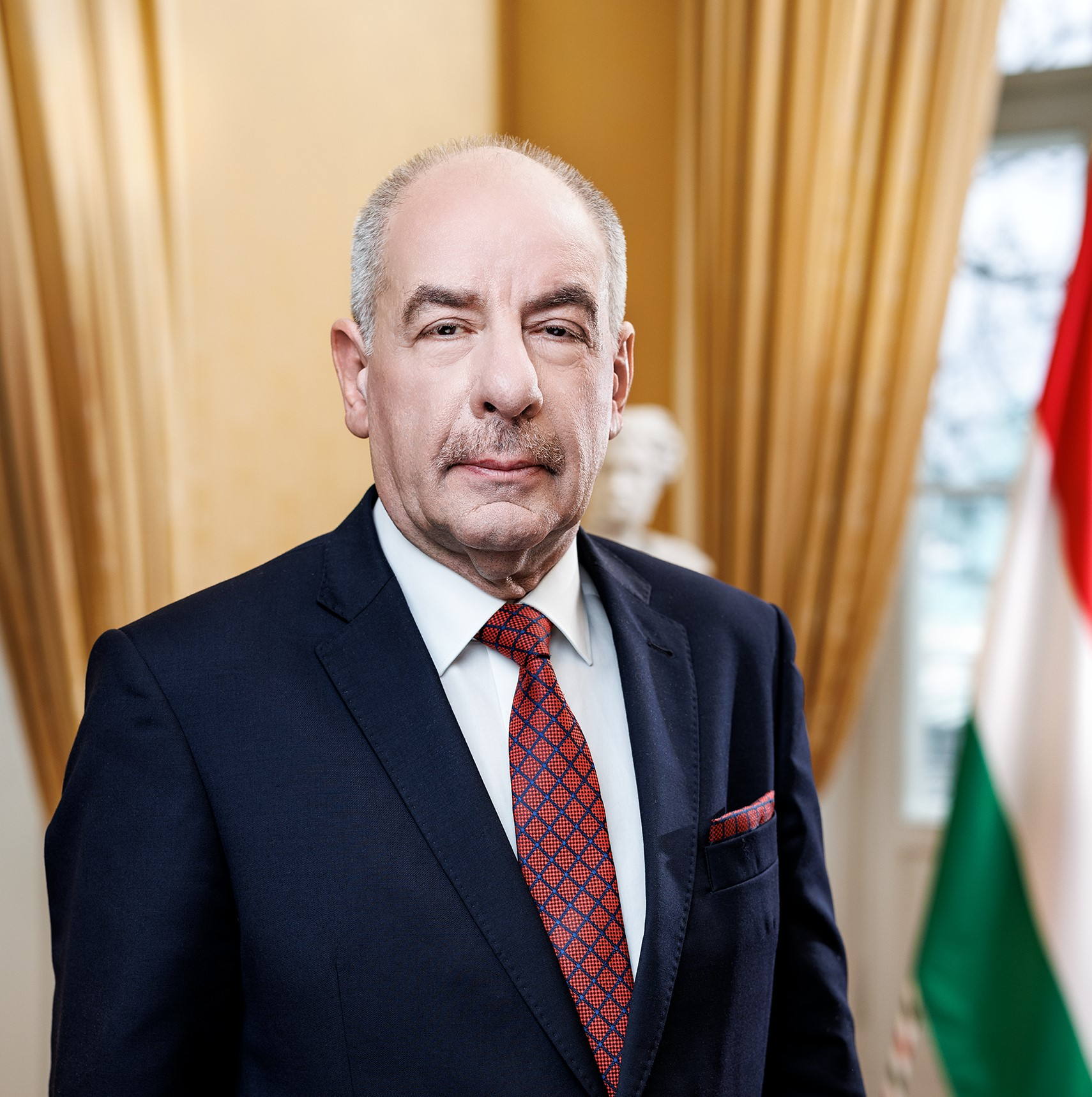
Portrait officiel de Tamás Sulyok.

Tamás Sulyok est élu sans surprise dès le premier tour, le Fidesz et le Parti populaire démocrate-chrétien disposant d'une large majorité, tandis que la plupart des députés de l'opposition s'abstiennent, faute de s'être entendus sur un candidat commun,. Sans expérience politique ni affiliation à un parti, le nouveau président contraste avec sa prédécesseure, très active sur les réseaux sociaux. S'il prête serment le jour même, sa prise de fonction n'intervient que le 5 mars suivant, László Kövér assurant l'intérim dans l'intervalle. Son premier acte en tant que président est de promulguer la loi sur l'adhésion de la Suède à l'Otan, dernière étape technique avant l'accession du pays nordique.